# عمان في الألعاب البارالمبية الصيفية 2016
تنافست عُمان في دورة الألعاب البارالمبية الصيفية 2016 في ريو دي جانيرو بالبرازيل من 7 سبتمبر إلى 18 سبتمبر 2016. حيث شارك كل من اللاعب محمد المشايخي واللاعبة راية العبري في مسابقات ألعاب القوى.

## تصنيفات الإعاقة
يتم تصنيف إعاقة كل مشارك في الألعاب البارالمبية إلى واحدة من خمس فئات للإعاقة؛ البتر قد تكون الحالة خلقية أو ناجمة عن إصابة أو مرض؛ الشلل الدماغي ؛ رياضيو الكراسي المتحركة غالبًا ما يكون هناك تداخل بين هذه الفئات وفئات أخرى؛ ضعف البصر بما في ذلك العمى؛ الآخرين أي إعاقة جسدية لا تندرج بشكل صارم تحت إحدى الفئات الأخرى على سبيل المثال التقزم أو التصلب المتعدد. ولكل رياضة بارالمبية تصنيفاتها الخاصة والتي تعتمد على المتطلبات البدنية المحددة للمنافسة. حيث يتم منح الأحداث رمزًا مكونًا من أرقام وحروف ويصف نوع الحدث وتصنيف الرياضيين المتنافسين. وتقسم بعض الرياضات مثل ألعاب القوى الرياضيين حسب فئة وشدة إعاقتهم، بينما تجمع رياضات أخرى مثل السباحة المتنافسين من فئات مختلفة معًا ويكون الفصل الوحيد على أساس شدة الإعاقة.

## ألعاب القوى
ميدان الرجال
| رياضي         | الأحداث         | نتيجة        | رتبة         |
| ------------- | --------------- | ------------ | ------------ |
| محمد المشايخي | دفع الجلة ف32   | لا توجد نقطة | لا توجد نقطة |
| محمد المشايخي | رمية النادي F32 | لم يبدأ      | لم يبدأ      |

ميدان السيدات
| رياضي       | الأحداث      | نتيجة | رتبة |
| ----------- | ------------ | ----- | ---- |
| راية العبري | الرمح F53-54 | 9.57  | 7    |